# Encounter (Zeitschrift)
Encounter war eine kontroverse Literaturzeitschrift, die 1953 vom Dichter Stephen Spender und dem Schriftsteller Irving Kristol gegründet und in England publiziert wurde. 1990 stellte die Zeitschrift ihr Erscheinen ein. Sie war hauptsächlich eine intellektuelle Kulturzeitschrift für eine angloamerikanische Leserschaft.
Spender war bis 1966 Herausgeber. Grund für Spenders Rückzug war die Aufdeckung der verdeckten CIA-Finanzierung der Zeitschrift über die Association for Cultural Freedom (Kongress für kulturelle Freiheit), die ihm nicht bewusst war. Es verursachte unter den europäischen und amerikanischen Intellektuellen einen Skandal, der seitdem den literarischen Inhalt der Zeitschrift überschattete. Der Encounter war das britische Gegenstück zu der französischen Zeitschrift Preuves, der italienischen Zeitschrift Tempo presente, der österreichischen Zeitschrift FORVM und zur deutschen Zeitschrift Der Monat.
Während der Zeit von Melvin J. Lasky, der Kristol 1958 nachfolgte und sein Hauptherausgeber bis zu seiner Einstellung war, feierte der Encounter seine größten Erfolge hinsichtlich der Leserschaft und seines Einflusses. Die übrigen Herausgeber in dieser Epoche waren Frank Kermode und D. J. Enricht.